# Lorenzo Magalotti (filósofo)
Lorenzo Magalotti (24 de outubro de 1637 - 2 de março de 1712) foi um filosofo, estudioso, poeta e diplomata italiano.

## Vida
Magalotti veio da nobreza romana, seu pai Ottavio era prefeito dos correios do Vaticano. Seu tio Lorenzo era cardeal, seu primo Filippo reitor da Universidade de Pisa.
Ele frequentou o Collegio Romano em Roma e a Universidade de Pisa, onde estudou direito e medicina e depois matemática com o aluno de Galileu, Vincenzo Viviani. Magalotti também se tornou um zeloso seguidor dos ensinamentos de Galileu. A partir de 1660, Magalotti foi secretário da Accademia del Cimento, fundada em 1657, que se dedicava à ciência natural experimental no espírito de Galileu em Florença sob o patrocínio dos Médici. Como secretário, ele também esteve significativamente envolvido nos tratados sobre os experimentos da Academia, publicados em 1667, que foram distribuídos por toda a Europa e foram influentes. Mais tarde, ele perdeu o interesse pela ciência, que também foi pouco cultivada pelo novo grão-duque Cosimo III de 'Medici (a partir de 1670). Ele se tornou um diplomata a serviço dos Médici e mais tarde um escritor.
Em 1664, ele foi encarregado da supervisão da decoração do Palazzo Pitti e fez muitos contatos com artistas. Ele aprendeu inglês após contatos com ingleses que visitavam Florença e partiu em uma viagem para a Holanda em 1667. Ele foi acompanhado por seu amigo, o arquiteto Paolo Falconieri, e na Holanda esteve envolvido na visita simultânea do Grão-Duque da Toscana, Cosimo III Medici. Ele não o acompanhou a Hamburgo, mas depois visitou Londres, onde visitou a Royal Society, incluindo experimentos de demonstração de Robert Hooke e Robert Boyle em Oxford. Ele então conheceu Henri-Louis Habert de Montmor e Ismael Boulliau em Paris, entre outros, e depois se juntou ao grupo de viagem oficial de Cosimo Medici para a Espanha, Portugal, Inglaterra e Holanda, mantendo um diário. Eles retornaram via Paris e chegaram de volta a Florença em 1º de novembro de 1669. Magalotti estava então em missões diplomáticas em Bruxelas, Colônia, Holanda, Hamburgo, Copenhague e Estocolmo. Em 1675 ele foi elevado ao posto de conde e tornou-se embaixador da Toscana junto ao imperador em Viena. Em 1678 ele estava de volta a Florença. De 1689 a 1691 foi conselheiro de estado.
Ele agora se voltou para a poesia à maneira de Petrarca e poemas anacreônticos. Ele traduziu partes de Paradise Lost de John Milton e poemas de John Philips (The Cyder, publicado postumamente em 1752, e Splendid Shilling) e Edmund Waller (1606-1687) (Batalha das Bermudas) do inglês. Ele era amigo do escritor francês Charles de Marguetel de Saint-Denis de Saint-Evremond. Ele também comentou sobre os cinco primeiros canos do Inferno de Dante.
Em 1709, ele se tornou membro da Royal Society.

## Publicações (lista parcial)
- Historia Electrica.
- Philosophia Electrica.
- Saggi di Naturali Esperienze [Essays on Natural Experiments] (em italiano), 1667.
- Relazione d'Inghilterra [An Account of England] (em italiano), 1668.
- «Viaggio del P. Giovanni Grueber Tornando per Terra da China in Europa», Relations de Divers Voyages Curieux... [Accounts of Various Interesting Journeys...] (em italiano), II, pt. III, Paris: André Cramoisy, 1672.
- «Relazione della China...», Notizie Varie dell' Imperio della China e di Qualche Altro Paese Adiacente... [Miscellaneous Notices of the Empire of China and Some Other Adjacent Countries...] (em italiano), Florence: Giuseppe Manni, 1697.